# Familia Borrero
Los Borrero, son un conjunto de familias latinoamericanas de origen hispano-sefardí, especialmente presentes en Colombia.
Aunque debido a la naturaleza genealógica de la familia, el apellido "Borrero" es relativamente común entre los sectores corrientes de la población de América del sur, no obstante, generalmente la mención popular de la familia Borrero hace referencia a una familia aristocrática de raíces coloniales e hispánicas en los territorios del antiguo Virreinato de La Nueva Granada, posterior al proceso de independencia se han encargado de ser conocidos como una familia ilustre y notable, con importantes apariciones en la vida publica en sus respectivos países de presencia.
La rama colombiana tiene su centro de poder en la ciudad de Neiva, capital del departamento del Huila, y los municipios huileneses circundantes como Gigante. Entre los miembros más importantes de ésta rama se encuentra un expresidente del país, un arzobispo de Bogotá, primado de Colombia, y varios políticos, empresarios y artistas.